# Saint-Nicolas-du-Pélem
Saint-Nicolas-du-Pélem is een gemeente in het Franse departement Côtes-d'Armor, in de regio Bretagne. De plaats maakt deel uit van het arrondissement Guingamp. Saint-Nicolas-du-Pélem telde op 1 januari 2022 1.536 inwoners.

## Geografie
De oppervlakte van Saint-Nicolas-du-Pélem bedraagt 41,04 km², de bevolkingsdichtheid is 39 inwoners per km² (per 1 januari 2019).
De onderstaande kaart toont de ligging van Saint-Nicolas-du-Pélem met de belangrijkste infrastructuur en aangrenzende gemeenten.

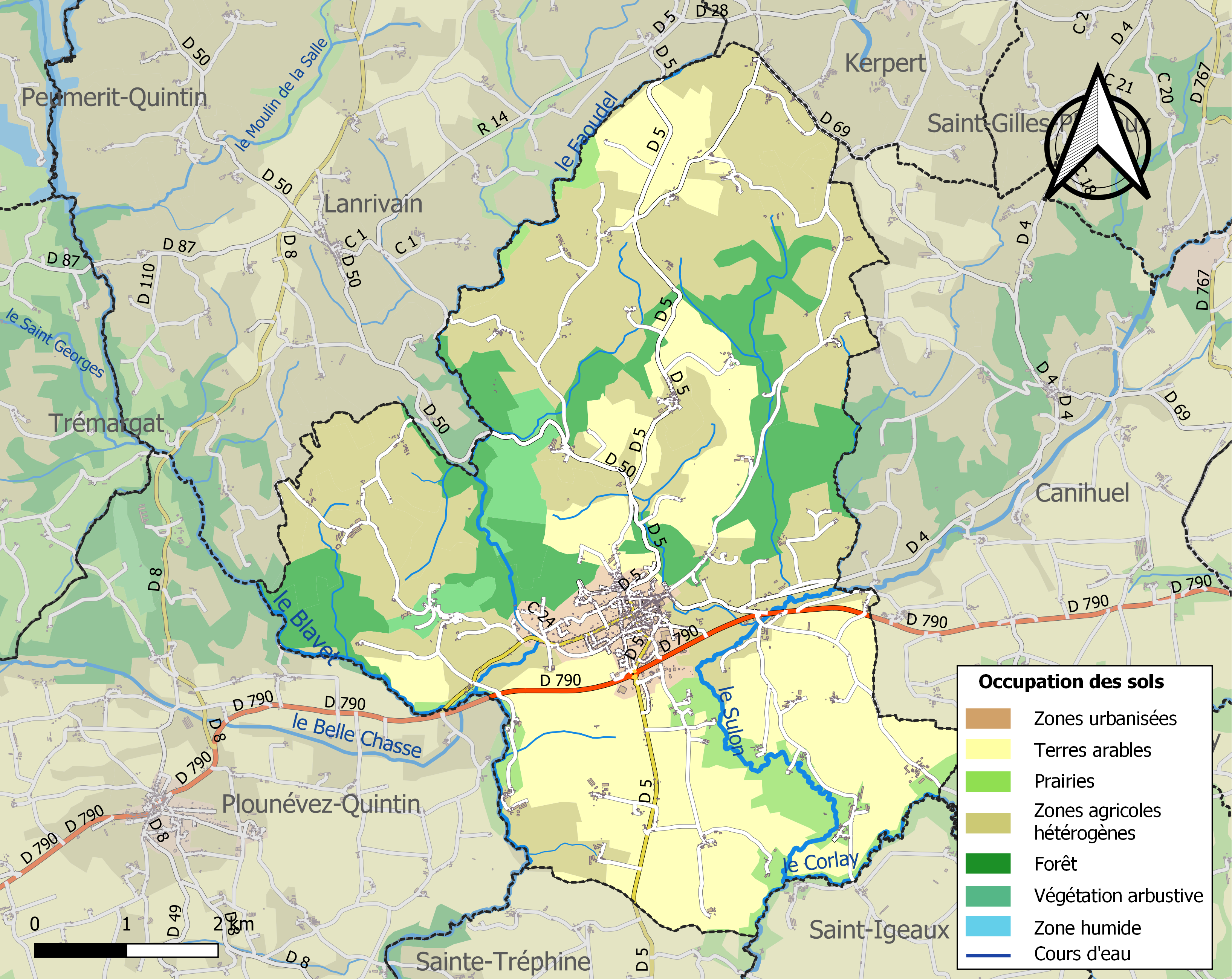

## Demografie
Onderstaande figuur toont het verloop van het inwonertal (bron: INSEE-tellingen). 